# شهرستان لینیی (شانشی)
شهرستان لینیی (به انگلیسی: Linyi County) یک شهرستان در چین است که در یانگچنگ واقع شده‌است.